# روئینگ در المپیک تابستانی ۱۹۲۸
رویینگ در بازی‌های المپیک تابستانی ۱۹۲۸ نام رویداد ورزش رویینگ در بازی‌های المپیک تابستانی بود که در سال ۱۹۲۸ برگزار شد.

## جدول مدال‌ها
| رتبه | کشور                      | طلا | نقره | برنز | مجموع |
| ۱    | ایالات متحده آمریکا (USA) | ۲   | ۲    | ۱    | ۵     |
| ۲    | بریتانیای کبیر (GBR)      | ۱   | ۲    | ۱    | ۴     |
| ۳    | سوئیس (SUI)               | ۱   | ۱    | ۰    | ۲     |
| ۴    | ایتالیا (ITA)             | ۱   | ۰    | ۱    | ۲     |
| ۵    | استرالیا (AUS)            | ۱   | ۰    | ۰    | ۱     |
| ۵    | آلمان (GER)               | ۱   | ۰    | ۰    | ۱     |
| ۷    | کانادا (CAN)              | ۰   | ۱    | ۱    | ۲     |
| ۸    | فرانسه (FRA)              | ۰   | ۱    | ۰    | ۱     |
| ۹    | اتریش (AUT)               | ۰   | ۰    | ۱    | ۱     |
| ۹    | بلژیک (BEL)               | ۰   | ۰    | ۱    | ۱     |
| ۹    | لهستان (POL)              | ۰   | ۰    | ۱    | ۱     |